# Бендорф
Бендорф (фр. Bendorf) насеље је и општина у источној Француској у региону Алзас, у департману Горња Рајна која припада префектури Алткирх.
По подацима из 2011. године у општини је живело 228 становника, а густина насељености је износила 30,2 становника/km². Општина се простире на површини од 7,55 km². Налази се на средњој надморској висини од 540 метара (максималној 680 m, а минималној 479 m).

## Демографија
| 1962. | 1968. | 1975. | 1982. | 1990. | 1999. | 2011. |
| ----- | ----- | ----- | ----- | ----- | ----- | ----- |
| 147   | 149   | 142   | 176   | 202   | 202   | 228   |

График промене броја становника у току последњих година